# ダストスパート!!
『ダストスパート!!』は、高橋留美子の漫画作品。『週刊少年サンデー増刊号』（小学館）にて、1979年5月号から9月号まで掲載された。
コミックスはポケットコミックス（1980年7月、スタジオ・シップ）から全1巻。後に、『るーみっくわーるど 3』（1995年2月、小学館、ISBN 4091218563）に収録された。

## 概要
世界征服を目論む秘密結社と、それを阻もうとする秘密組織のエージェントの活躍を描く。
なお、五味、炎上寺、背古井の3人を除いたほぼ全ての登場人物に名前が設定されていない。
1. ミスター・ブーの巻
2. ゴキブリは生きろ、ブタは死ね!!の巻
3. マリンボーズ'79の巻
4. 行方不明路の巻
5. ダスト・シーンの巻

登場人物のその後を具体的に描いた作品はないが、同じ高橋留美子の漫画『うる星やつら』で主人公・諸星あたるが「お好み焼きじぱんぐ」従業員の炎上寺由羅らしき女性キャラを口説くシーンがあり（サンデーコミックス版第11巻収録「買い食い大戦争」）、またこのエピソードのアニメ版では同様のシーンに加え、スタッフのお遊びで「ザ・超女」「闇の肉弾 生徒会長 PART2」「ダストスパート」という映画の看板が描かれている（第69話「買い食いするものよっといで！」）。

## 主な登場人物

### HCIA
HCIA（ひのまるしーあいえー）は世界平和達成のために元気を出して仲良くやっていく秘密組織。大本部は「お好み焼きじぱんぐ本店」であり、お好み焼き店の売り上げを活動資金源としている。『秘密の会議』もお客さんの入っている店で行われる。
五味たむろが店のゴミ箱に帰還することがあり、その度に店内に悪臭が立ち込めるのため、店の評判はガタ落ちで収入源が大打撃を受けている。また、炎上寺由羅の怪力による物の破損の弁償費がかさんでいる。ただし、「ダスト・シーンの巻」で背古井率いる諜報員が（一応）拳銃を持っている事が確認出来るので、その点（のみ）が諜報組織らしいとも言える。
五味 たむろ （ごみ たむろ）
HCIAのやとわれエスパー。鞭を武器に用いる。由羅と共に訓練期間中にもかかわらずアメリカから日本へ呼び戻された。テレポート能力を有するが、ゴミからゴミへしかテレポートできないという制限を持つため、ゴミポートと通称される。そのため周りからは「ゴキブリ」と呼ばれることがある。しかし当人は大して気にしていない。終盤いつの間にか由羅を好きになっていた。
また、駄ブルという犬を飼っており、いつも抱えているが、怠け者で特に役に立ったことは無い。
炎上寺 由羅 （えんじょうじ ゆら）
HCIAのやとわれエスパー。その能力は単なる人並み外れた怪力である。周りからは「ゴリラ女」と呼ばれた事があり、激怒した。自慢は自身の長い黒髪で、傷付けられるとこれもまた激怒する。仕事のためか、たむろと同居している。最終話たむろに歯の浮くセリフで励まされた事により、たむろが好きになったようだ。「意外とあほだ」と劇中で他の登場人物から評されている。
背古井 唯安 （せこい ただやす）
HCIAが雇った2人のエスパーの世話を一任されたHCIA諜報員。鋼の精神（無神経）の持ち主で彼に常識は通用しない。ピストルを武器に用いる。自分とたむろと由羅を仲良し三人組と称するが、上司に責任追及されると平気で裏切る冷酷さも併せ持つ。生命に対する執着は凄まじく、海の沖合いからも海岸に泳ぎ着き、ゴミを口にさえする。

### “完璧の豚”
“完璧の豚”と書き、「パーフェクトン」と読む。世界征服の野望を達成するその日まで元気を出して仲良くやっていく巨大組織。破壊とゴミを戦術とし、なぜかゴミを世に溢れさせようとしている。人気商品の模倣品を製造販売するなどして、活動資金を得ている。もっとも、組織の貧乏さ加減はHCIA以上で、本部から指令を受けた際の支部の受信機はオンボロのTVであり、ゴミ捨て場から回収して修理した代物（映りが悪い上に自動的に故障）だった。なお部下は全て俗に言うザコキャラばかりで、HCIAの諜報員が懐から拳銃を取り出したのに対し、素手で立ち向かう場面もあった。人物の名前も殆どが非設定だが、暗殺計画で組織の一人が小学生に変装した際、使用した名札には「一ねん一くみ こめうちたかし」と記載されていた。